# Storage UltraMax
Storage UltraMax é um dispositivo externo de armazenamento de dados utilizado principalmente na produção de áudio e vídeo.